# Romelu Lukaku
Romelu Menama Lukaku Bolingoli (Antwerpen, 13 mei 1993) is een Belgisch voetballer die doorgaans in de spits speelt. Romelu is een zoon van de Congolese oud-voetballer Roger Lukaku en de oudere broer van Jordan Lukaku. Hij debuteerde op zestienjarige leeftijd bij RSC Anderlecht. Drie jaar later tekende hij zijn eerste contract bij jeugdliefde Chelsea. Omdat een doorbraak bij Chelsea uitbleef door de grote concurrentie, werd hij vervolgens uitgeleend aan West Bromwich Albion en Everton, dat hem definitief overnam. Na vier succesvolle jaren kwam hij terecht bij Manchester United, waar hij twee jaar verbleef. Vervolgens vertrok hij naar de Serie A, waar hij bij Internazionale in twee seizoenen uiterst succesvol was. Hij tekende in augustus 2021 een vijfjarig contract bij Chelsea, dat circa 115 miljoen euro voor hem betaalde aan Internazionale. Na één seizoen bij Chelsea werd Lukaku telkens voor een seizoen verhuurd, eerst aan zijn oude club Internazionale en daaropvolgend aan AS Roma. In 2024 tekende hij bij Napoli.
Lukaku maakte in 2010 zijn debuut in het Belgisch voetbalelftal, in een oefeninterland tegen Kroatië. Reeds op 24-jarige leeftijd werd hij topscorer aller tijden bij het nationale elftal. Op 28-jarige leeftijd speelde Lukaku reeds honderd interlands.

## Carrière

### Jeugd
Lukaku begon op zesjarige te voetballen in de jeugd van Rupel Boom, de ploeg waar tien jaar eerder ook de Belgische carrière van zijn vader Roger Lukaku was begonnen. Bij de jeugd onder elf werd hij getraind door Louis De Boeck, vader van trainer Glenn. Na Rupel Boom ging hij naar KFC Wintam, een tweedeprovincialer met jeugdelftallen die in de gewestelijke reeksen voetbalden. Lierse toonde kort na nieuwjaar in het seizoen 2003/04 interesse in hem, maar Lukaku moest van zijn vader het seizoen afmaken bij Wintam. In dat half jaar trainde hij met Lierse wanneer er bij Wintam geen training was. Tussen 2004 en 2006 scoorde hij bij Lierse ruim 121 doelpunten in 68 wedstrijden. Hij vormde een duo met Zinho Gano. Lukaku speelde met de jeugd van Lierse twee keer kampioen. Nadat Lierse degradeerde uit de Eerste klasse kwam RSC Anderlecht in 2006 aan de deur kloppen. Lukaku was toen dertien jaar. Dat jaar haalde Anderlecht overigens ruim elf jeugdspelers weg bij Lierse, waaronder ook zijn jongere broer Jordan Lukaku. Hij speelde drie jaar bij de jeugd van Anderlecht. Hij scoorde 131 doelpunten in 93 wedstrijden. Wat betreft zijn fysieke kwaliteiten liep de jonge spits voor op zijn generatiegenoten. Het aantal keren dat hij zijn identiteitskaart heeft moeten tonen om te bewijzen dat hij wel degelijk in de juiste leeftijdscategorie was ingedeeld, was op den duur niet meer te tellen.

### RSC Anderlecht
Op zijn zestiende verjaardag tekende Lukaku een profcontract bij Anderlecht. Op het einde van het voetbalseizoen 2008/09 stonden Anderlecht en Standard Luik op een gedeelde eerste plaats. Om te bepalen wie de landstitel kreeg, werden er twee testwedstrijden georganiseerd. In de tweede testwedstrijd, op 24 mei 2009, mocht Lukaku van trainer Ariël Jacobs na 65 minuten debuteren op het hoogste niveau. Hij viel in die wedstrijd in voor verdediger Víctor Bernárdez. Lukaku liet zich meteen opvallen, maar kon het tij niet keren. De titel was weg.
Op zaterdag 22 augustus 2009 maakte hij op zestienjarige leeftijd zijn eerste doelpunt voor Anderlecht in Eerste klasse. Hij viel tegen SV Zulte Waregem twintig minuten voor tijd in voor Kanu. Hij scoorde de 0–2 op aangeven van Boussoufa. Het was pas zijn tweede wedstrijd voor paars-wit. Europees maakte Lukaku in augustus 2009 zijn debuut tegen Olympique Lyonnais. In de vierde kwalificatieronde voor de UEFA Champions League verloor Anderlecht met 5–1 in Frankrijk. Lukaku mocht in de tweede helft invallen voor Tom De Sutter.
Op 20 september 2009 startte Lukaku voor de eerste keer in de basis tijdens de competitiewedstrijd Anderlecht–KAA Gent. Hij werd in de 87e minuut vervangen door Tom De Sutter. Op donderdag 24 september wist Anderlecht drie punten te halen in de wedstrijd Moeskroen–Anderlecht, door het beslissende doelpunt van Lukaku. Ook de week daarop maakte Lukaku het enige doelpunt tegen Germinal Beerschot. Op woensdag 13 januari 2010 eindigde Lukaku als derde op het Gala van de Gouden Schoen. In zijn eerste seizoen werd de toen zestienjarige Lukaku meteen topscorer met vijftien competitiedoelpunten, weliswaar een diepterecord in de Belgische topschuttergeschiedenis. Dat kan deels worden verklaard doordat de competitie afgeslankt werd van achttien naar zestien ploegen, en nadien zelfs naar vijftien ploegen, wegens het wegvallen van Moeskroen halfweg het seizoen. Op het einde van het seizoen werd Lukaku voor de eerste keer in zijn carrière kampioen. In de play-offs wist hij geen enkele keer te scoren. Op het einde van het seizoen stond Lukaku in de belangstelling van Real Madrid, dat een bedrag van twintig miljoen euro gereed had voor de talentvolle aanvaller.
Op 17 december 2009 scoorde Romelu Lukaku voor het eerst in Europa. Hij maakte twee doelpunten tegen Ajax in de Amsterdam ArenA. Anderlecht won de wedstrijd met 1–3 en plaatste zich voor de volgende ronde van de UEFA Europa League. Daarmee is hij na Nii Lamptey, toen ook bij Anderlecht, en Niklas Bärkroth de jongste doelpuntenmaker ooit in een Europese competitie. Op 25 februari 2010, in de terugwedstrijd van de zestiende finales, maakte Lukaku het eerste doelpunt tegen Athletic Bilbao (eindstand 4–0). Het werd zijn eerste Europees thuisdoeldoelpunt. Hij scoorde ook nog de 1–1 tegen Hamburger SV (eindstand 4–3). In totaal wist hij dat seizoen vier keer te scoren in Europees verband.
Bij aanvang van het seizoen 2010/11 liep Lukaku een blessure op en moest hij met trainingsachterstand aan de competitie beginnen. Ook al was hij nog niet topfit, toch wist hij meteen twee keer te scoren in de UEFA Champions League-kwalificatiewedstrijd tegen The New Saints uit Wales. Hij speelde met Anderlecht ook in de volgende ronde tegen Partizan Belgrado. In de thuiswedstrijd in Brussel (eindstand 2–2) scoorde Lukaku de aansluitingstreffer.
In de competitie liep het aanvankelijk moeilijk, maar na enkele moeilijke weken begon Lukaku weer te scoren. Op de 6de speeldag in en tegen STVV scoorde Lukaku zijn eerste doelpunten. Hij was de man van de avond met twee doelpunten. Een week later scoorde hij tegen KV Kortrijk zijn derde doelpunt van de competitie, maar Lukaku kon aanvankelijk de prestaties van het vorige seizoen niet evenaren. Eind oktober 2010 kwam daar verandering in en tussen de 24ste van die maand tot de winterstop maakte Lukaku bijna elke week een doelpunt. Zo maakte hij onder andere de winnende treffer in de topper tegen KRC Genk. Ondertussen had hij ook zijn eerste doelpunten voor de Rode Duivels gemaakt in de oefeninterland tegen Rusland. Na de winterstop kon de trots van Anderlecht zijn vorm van voor de jaarwisseling niet aanhouden en hij moest tot de voorlaatste speeldag van de reguliere competitie wachten op een doelpunt. Daarna scoorde hij in de play-offs vier keer in negen wedstrijden. Hij scoorde dit seizoen in de competitie en play-off's tezamen zestien keer. Hij kon er niet voor zorgen dat de landstitel van Anderlecht verlengd werd.
Romelu Lukaku won in mei 2011 de Ebbenhouten Schoen, de trofee die de beste speler uit Afrika of van Afrikaanse afkomst in de Belgische eerste klasse bekroont. De aanvaller van Anderlecht eindigde voor twee Standard-spelers, Mémé Tchité en Mehdi Carcela. In 2010 was Lukaku tweede geëindigd na ploeggenoot Boussoufa.
Lukaku startte het seizoen 2011/12 furieus. Hij scoorde de eerste twee wedstrijden, tegen Oud-Heverlee Leuven en KV Mechelen, telkens een keer. Het waren meteen zijn laatste doelpunten voor Anderlecht.

### Chelsea

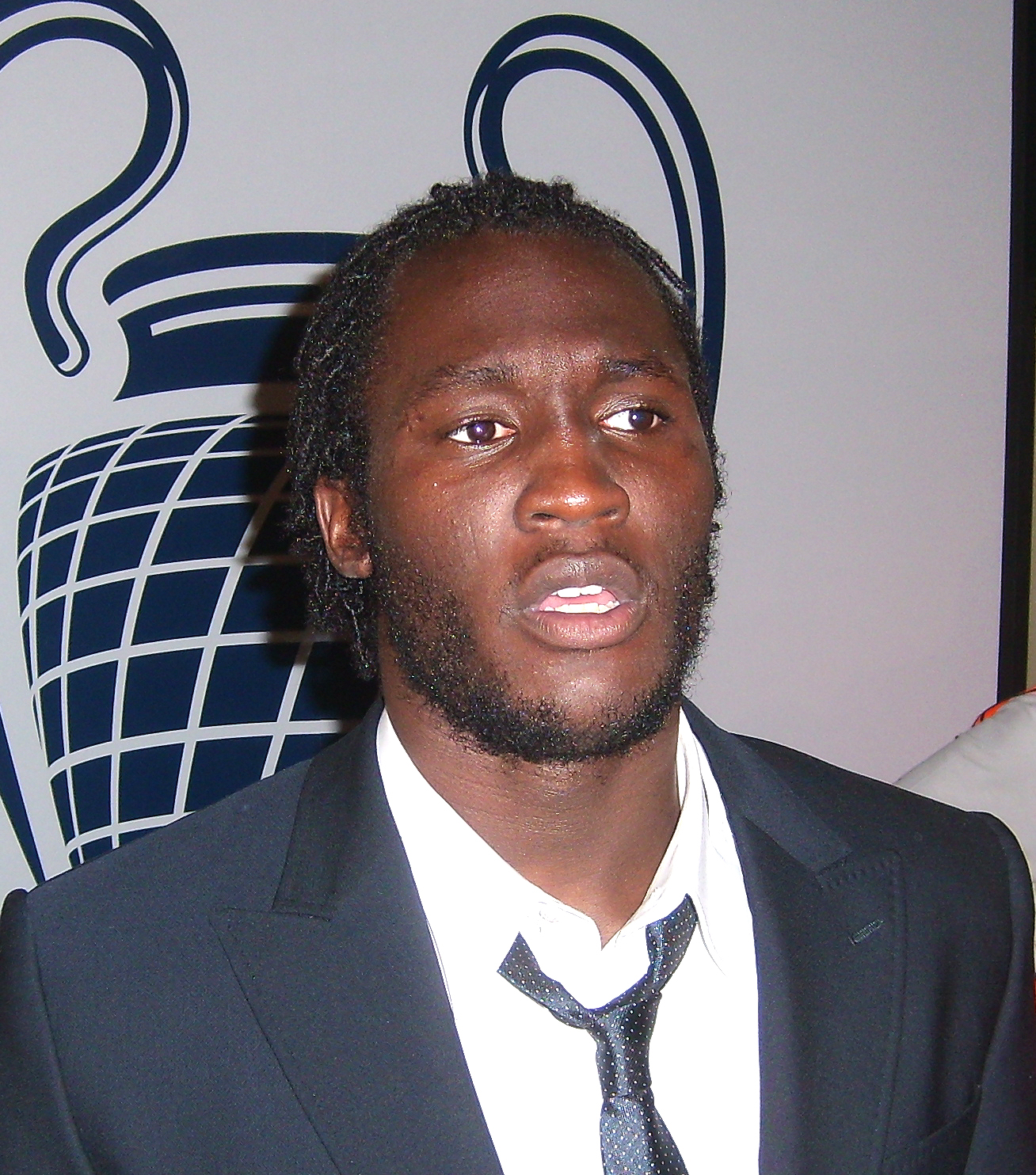
Lukaku volgde de UEFA Champions League-finale van 2012 vanaf de tribune.

Chelsea was al van kinds af aan de favoriete club van Lukaku. Tijdens een door de VRT georganiseerd bezoek aan het stadion in 2010 zei hij: "De dag dat ik hier speel, is de enige dag dat ze me thuis zullen zien wenen.".
Op 22 juni 2011 werd de Portugees André Villas-Boas hoofdtrainer van Chelsea. Op 22 juli 2011 sprak Villas-Boas de geruchten over een nakende aankoop van Lukaku voor een bedrag van € 20.000.000,- (£ 18.000.000,-) tegen. Kort voor het ondertekenen van het akkoord verklaarde hij echter: "Hij is een heel interessant jong talent en we moeten onszelf kunnen plaatsen om dergelijk talent aan te trekken"
.
Na maanden van geruchten bereikten Anderlecht en Chelsea op 6 augustus 2011 een akkoord over de transfer van Lukaku voor een bedrag van €12.000.000,-, dat op termijn door bonussen kon oplopen tot € 20.000.000,-. Christoph Henrotay, de zaakwaarnemer van Lukaku, verklaarde dat met beide clubs afgesproken was de transfersom niet bekend te maken, "Het is alleszins een van de grootste Belgische transfers ooit". Lukaku tekende een contract van vijf jaar bij de Engelse club. Lukaku was na Thibaut Courtois de tweede Rode Duivel die een contract bij 'The Blues' tekende.
Op 27 augustus 2011 maakte Lukaku zijn officieel debuut voor Chelsea. Hij viel in de 82e minuut in de competitiewedstrijd tegen Norwich City in voor Fernando Torres. Dat seizoen werd hij echter niet geselecteerd om in de UEFA Champions League te spelen. Het eerste seizoen bij Chelsea speelde Lukaku in totaal slechts twaalf wedstrijden voor Chelsea, zonder daarin te scoren. Ondanks de geringe speeltijd in zijn eerste seizoen, was Lukaku niet ontevreden met zijn miljoenentransfer. Bij Chelsea had hij zich op training kunnen verbeteren door te werken met de beste spelers ter wereld.

#### Verhuur aan West Bromwich Albion
Na interesse van Fulham raakte op 10 augustus 2012 bekend dat Lukaku voor een seizoen uitgeleend werd aan West Bromwich Albion. Hij kreeg er het rugnummer 20. West Bromwich Albion werd gezien als een goede leerschool, waar aanvallend voetbal gespeeld werd. Bij West Bromwich Albion wou hij meer speelminuten vergaren dan bij Chelsea mogelijk was. Hij wordt er ploeggenoot van Yassine El Ghanassy.
Romelu maakt op zaterdag 18 augustus 2012 zijn debuut voor West Bromwich Albion tegen Liverpool. Hij mocht twintig minuten voor tijd invallen en bedankte meteen met zijn eerste doelpunt in de Premier League; het werd 3–0. Een veelbelovende start voor Lukaku. Op 12 september 2012 stond Lukaku voor het eerst in het basiselftal tegen Reading. WBA won de wedstrijd met 1–0 dankzij een doelpunt van Lukaku.
In de terugronde van de competitie, op 11 februari 2013 maakte hij zijn tiende competitiedoelpunt op Anfield Road. In februari 2013 werd Lukaku verkozen tot 'Speler van de Maand' bij West Bromwich Albion. De verkiezing wordt maandelijks georganiseerd door de club zelf en enkel de fans kunnen hun stem uitbrengen.
Op 19 mei 2013 scoorde hij op de laatste speeldag een hattrick tegen Manchester United. Hij werd na Samuel Eto'o, David Bentley en Dirk Kuijt de vierde speler ooit die daar in geslaagd is. De wedstrijd eindigde in 5–5. Het was een speciale wedstrijd aangezien Sir Alex Ferguson voor de 1.500e keer op de bank zat bij Manchester United en het tevens zijn laatste wedstrijd was als manager van "The Mancunians". Na de kwalificatiewedstrijd van de Rode Duivels tegen Servië op 7 juni 2013, maakte Lukaku bekend dat hij een gesprek had gehad met José Mourinho en dat hij het volgende seizoen voor Chelsea zou spelen. Voor West Bromwich Albion scoorde Lukaku zeventien doelpunten in 35 competitie wedstrijden.

#### Terugkeer naar Chelsea
Lukaku leek bij aanvang van het seizoen 2013/14 niet verhuurd te worden, mede doordat hij drie keer in actie was gekomen voor de ploeg uit Londen. Lukaku diende eind augustus 2013, een dag nadat hij in de UEFA Super Cup tegen Bayern München een strafschop had gemist, een transferverzoek in. Mourinho, die in hem niet meer zag als een back-up, stemde in met een verhuur tot het einde van het seizoen bij Everton. Door de enorme concurrentie bij Chelsea, van onder anderen Fernando Torres, Demba Ba en Samuel Eto'o, was de kans op speeltijd voor Lukaku niet zo groot.

#### Verhuur aan Everton
Lukaku scoorde tijdens zijn debuut op 21 september 2013 voor Everton. Hij maakte de 0–3 tegen West Ham United. Nadat Lukaku met een kopbaldoelpunt had gescoord botste hij tegen een verdediger van West Ham en viel hij bewusteloos neer. Achteraf moest hij aan de dokter vragen wie er gescoord had. Tijdens zijn thuisdebuut voor The Toffees, tegen Newcastle United, scoorde hij twee keer en gaf hij een assist. Dit was goed voor een 3–2-overwinning. De volgende wedstrijd opende hij de score in een 3–1 nederlaag tegen Manchester City. Hij zette zijn goede start bij de club voort door de openingstreffer te scoren in een 2–0 overwinning tegen Aston Villa. Lukaku scoorde vijf keer in de eerste zes wedstrijden voor Everton. Hij kreeg in september de trofee voor Everton-speler van de maand. Lukaku scoorde vervolgens twee keer in de eerste Merseyside-derby van het seizoen, toen Everton met 3–3 gelijk speelde tegen Liverpool. Uiteindelijk scoorde Lukaku dat seizoen vijftien keer in 34 competitiewedstrijden. Everton eindigde het seizoen om een knappe 5e plaats en plaatste zich voor de Europa League.

### Everton
Op 30 juli 2014 werd bekend dat Lukaku definitief naar Everton verhuisde. Hij tekende een vijfjarig contract en kreeg rugnummer 10. Everton betaalde circa € 35.000.000,- voor hem aan Chelsea..
Na de wedstrijd België–Italië op het EK 2016 werd Lukaku benaderd door Antonio Conte. De Italiaanse bondscoach, die na het EK de nieuwe hoofdcoach van Chelsea werd, wilde Lukaku graag aan zijn selectie toevoegen voor het komende seizoen. Hij zou er samenspelen met Rode Duivel Eden Hazard en mogelijk ook Radja Nainggolan, die Conte ook graag naar Londen wilde halen. Een transfer terug naar Chelsea ging uiteindelijk niet door, mede vanwege Evertons hoge vraagprijs..
Op 4 februari 2017 scoorde Lukaku vier keer voor het Everton van trainer Ronald Koeman in een competitiewedstrijd tegen Bournemouth (6–3). Zijn eerste treffer volgde 31 seconden na de aftrap. Het was het snelste thuisdoelpunt van Everton ooit in de Premier League.
Op zaterdag 25 februari 2017 speelde Lukaku zijn 129e wedstrijd in de Premier League voor Everton. Hij scoorde het tweede doelpunt in de met 2–0 gewonnen wedstrijd tegen Sunderland, hiermee evenaarde hij het record van Duncan Ferguson die zestig doelpunten in 239 Premier League wedstrijden wist te scoren voor Everton. Op zondag 5 maart scoorde Lukaku in de met 3–2 verloren Premier League-wedstrijd tegen Tottenham Hotspur, hierdoor werd hij alleen recordhouder van meeste doelpunten gescoord voor Everton in de Premier League. Op zaterdag 18 maart scoorde Lukaku tweemaal in de met 4–0 gewonnen Premier League-wedstrijd tegen Hull City. Het was zijn 20e en 21e doelpunt in de Premier League van het seizoen, hiermee vestigde hij een nieuw clubrecord voor Everton, nog nooit wist een Everton speler sinds de oprichting van de Premier League twintig doelpunten te scoren in een seizoen. Op vrijdag 31 maart werd Lukaku verkozen tot Premier League Player of the Month van de maand maart. Lukaku is de vijfde Belg in de geschiedenis van de prijs die uitgeroepen wordt tot Premier League-Speler van de Maand. Marouane Fellaini (met Everton in november 2012), Jan Vertonghen (met Tottenham Hotspur in maart 2013), Christian Benteke (met Aston Villa in april 2015) en Eden Hazard (met Chelsea in oktober 2016) sleepten hem eerder ook al in de wacht. Op 9 april 2017 scoorde Lukaku tweemaal in de met 4–2 gewonnen thuiswedstrijd tegen Leicester City. Hiermee vestigde hij een nieuw clubrecord, nog nooit slaagde een Everton speler sinds de oprichting van de Premier League er in zeven opeenvolgende thuiswedstrijden te scoren.
Lukaku speelde 4 seizoenen lang voor Everton. Hij kwam aan 166 wedstrijden waarin hij 87 keer wist te scoren.

### Manchester United
In de zomer van 2017 doken opnieuw geruchten op over een mogelijke reünie tussen Chelsea en Lukaku. Uiteindelijk trok de Rode Duivel echter niet naar Londen, maar naar Manchester. Lukaku tekende in juli 2017 een vijfjarig contract bij Manchester United, dat circa € 84.700.000,- betaalde aan Everton. Daarbovenop kon Everton nog tot € 17.000.000,- aan bonussen ontvangen. In zijn contract werd ook een optie voor een extra seizoen opgenomen. In dezelfde zomer maakte Wayne Rooney de omgekeerde stap. Zlatan Ibrahimović nam bij Manchester United rugnummer 10 van Rooney over, waardoor Lukaku het seizoen kon aanvatten met nummer 9 op de rug. Rooney maakte de cirkel compleet door bij Everton met Lukaku's rugnummer 10 te spelen.

#### Seizoen 2017/18
Op 8 augustus 2017 maakte Lukaku zijn debuut voor Manchester United tegen Real Madrid in de strijd om de UEFA Super Cup van 2017. Er werd met 2–1 verloren, maar Lukaku maakte wel zijn eerste doelpunt voor zijn nieuwe club. Vijf dagen later maakte hij ook zijn debuut in de Premier League. Tijdens een 4–0 overwinning tegen West Ham United scoorde hij twee keer. Op 17 september 2017 speelde hij tegen zijn oude club Everton en ook hier maakte hij een doelpunt nadat hij de gehele wedstrijd was uitgefloten door de fans van Everton. Op 13 maart maakte hij zijn 200e doelpunt in zijn carrière tijdens een 2–1 nederlaag tegen Sevilla in de UEFA Champions League. Op 31 maart 2018 scoorde Lukaku tegen Swansea zijn 100e Premier League doelpunt tijdens een 2–0 thuisoverwinning. Hiermee werd de 24-jarige Belg de op vier na jongste speler en de jongste buitenlander ooit, die deze mijlpaal had bereikt.

#### Seizoen 2018/19
Lukaku begon het nieuwe seizoen met vier doelpunten in de eerste vijf wedstrijden, waarna hij twaalf wedstrijden achter elkaar niet scoorde. Deze doelpuntloze periode duurde van 19 september tot 27 november. Nadat Lukaku weer begon te scoren, werd al snel manager José Mourinho ontslagen en vervangen door Ole Gunnar Solskjaer. De nieuwe trainer liet Lukaku tijdens zijn eerste twee wedstrijden buiten de wedstrijdselectie. Vervolgens liet hij hem invallen tegen Bournemouth en Newcastle United, waarbij Lukaku twee keer binnen twee minuten na zijn invalbeurt scoorde. Ondanks zijn basisplaats en doelpunt in de volgende wedstrijd, voor de FA Cup tegen Reading, bleef Solskjaer een voorkeur hebben voor Marcus Rashford in de spits, waardoor Lukaku weinig speeltijd kreeg voor de rest van het seizoen.

### Internazionale
Op 8 augustus 2019 tekende Lukaku een vijfjarig contract bij Internazionale. Met deze overgang was naar verluidt € 70.000.000,- gemoeid, wat met eventuele bonussen op kon lopen tot € 83.000.000,-. Lukaku kwam er op voorspraak van trainer Antonio Conte, die Lukaku eerder al naar Chelsea en Juventus had proberen halen.

#### Seizoen 2019/20
Op 26 augustus 2019 maakte hij zijn debuut voor Internazionale in de eerste competitiewedstrijd van het seizoen tegen Lecce. Tijdens deze wedstrijd maakte hij meteen zijn eerste doelpunt voor de club tijdens een 4–0 overwinning. Lukaku scoorde na 29 wedstrijden gespeeld te hebben voor Inter zijn twintigste doelpunt. Hiermee verbrak hij het record van de Braziliaanse Ronaldo, die 31 wedstrijden nodig had om aan dat doelpuntenaantal te geraken.
Lukaku scoorde tegen Bayer 04 Leverkusen in de halve finales voor de negende keer op een rij in de UEFA Europa League en werd hierdoor recordhouder, vijf wedstrijden met Everton en dan vier met Internazionale. Hiermee verbrak hij het record van Alan Shearer, die acht keer wist te scoren. Tijdens de verloren finale van de UEFA Europa League 2019/20 tegen Sevilla maakte Lukaku een eigen doelpunt door een omhaal van Diego Carlos in eigen doel te werken. Dit bleek de winnende treffer.

#### Seizoen 2020/21
In januari 2021 tijdens een derby tussen Internazionale en AC Milan kreeg Lukaku het zwaar aan de stok met zijn ex-ploeggenoot van Manchester United, Zlatan Ibrahimovic, wat lokale graffitispuiters inspireerde om er een fresco van te maken vlak bij het San Siro stadium waar beide ploegen hun thuiswedstrijden spelen.
Elf jaar na de laatste Italiaanse landstitel van Internazionale had Lukaku met 24 doelpunten en 11 assists in de Serie A een belangrijk aandeel in het heroveren van deze prijs. Hij werd verkozen tot beste speler van de Serie A. Zijn club doorbrak daarmee de hegemonie van Juventus dat gedurende negen opeenvolgende Serie A seizoenen de Scudetto had veroverd. Voor Lukaku was het zijn eerste buitenlandse landstitel. Na winst van de Scudetto met Inter verzekerde Lukaku de fans dat hij zou blijven, maar hij vertrok naar zijn oude werkgever Chelsea. Omdat er geen nieuw verbeterd contract op tafel kwam, besloot hij om te pushen voor deze transfer.
Lukaku was voor Inter goed voor 64 goals en 16 assists in 95 wedstrijden.

### Derde keer Chelsea

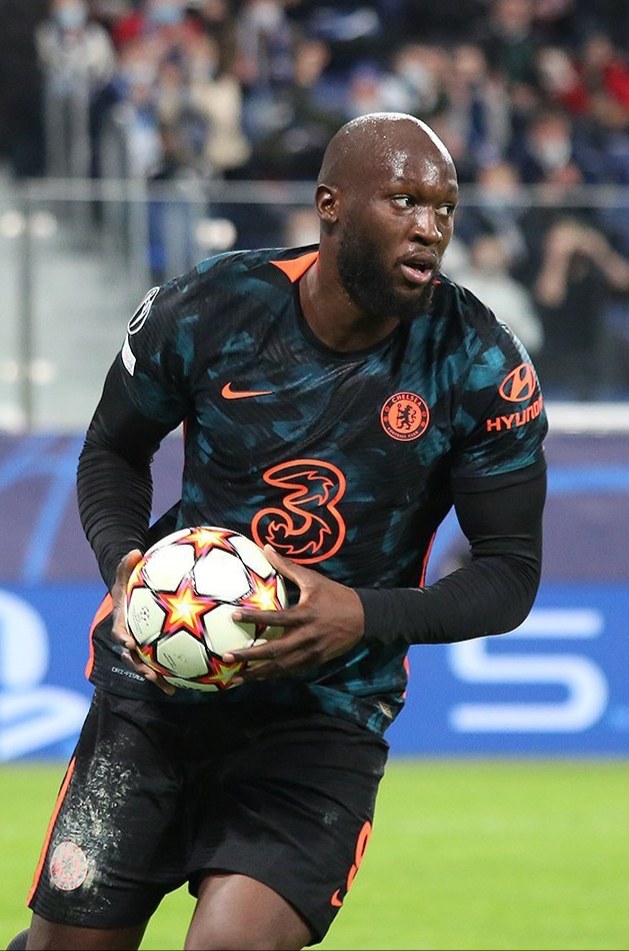
Romelu Lukaku in 2021

Lukaku tekende in augustus 2021 een vijfjarig contract bij Chelsea, dat circa € 115.000.000,- voor hem betaalde aan Internazionale. Dit maakte van hem toen de voetbalspeler die het meeste transfergeld ooit genereerde in zijn gehele carrière, een totaal van 327,56 miljoen euro. Op 22 augustus 2021 wist hij te scoren in zijn debuutwedstrijd tegen Arsenal. Dat was hem eerder ook gelukt was bij zijn vier vorige ploegen West Bromwich Albion, Everton, Manchester United en Internazionale. Dit doelpunt bij Arsenal viel exact twaalf jaar na zijn eerste prodoelpunt voor Anderlecht op zestienjarige leeftijd. Twee speeldagen later scoorde Lukaku twee keer tegen Aston Villa. Het waren zijn eerste goals ooit op Stamford Bridge.. Op 14 september 2021 scoorde hij tegen Zenit Sint-Petersburg in de UEFA Champions League zijn allereerste Europese doelpunt ooit voor Chelsea. Daarna kwam hij mede door een blessure, een Coronabesmetting en de beslissing van de coach Tuchel om een ander systeem te spelen minder in actie. Ondanks doelpunten tegen respectievelijk Aston Villa (1-3 zege) en Brighton & Hove Albion (1-1) was Lukaku niet verzekerd van een basisplek. Daarom verklaarde hij eind december 2021 in een interview met Sky Sport Italia zijn liefde voor Inter. Tuchel werd onaangenaam verrast door de woorden van zijn spits. Hierdoor werd hij als sanctie in de daaropvolgende wedstrijd tegen Liverpool uit de selectie verwijderd. Lukaku werd, nadat hij zich openlijk geexcuseerd had, gestraft met een forse boete. In februari 2022 wint Lukaku een eerste prijs met Champions League-houder. De Engelsen wonnen met 2-1 van Copa Libertadores-winnaar Palmeiras. In Abu Dhabi kroonde Lukaku zich in de verlengingen tot matchwinnaar met twee doelpunten. Eerder was hij ook al trefzeker in de halve finale. Na een lange periode van droogte in de Premier League had Lukaku tegen Wolverhampton komaf gemaakt met twee doelpunten in een tijdsbestek van amper twee minuten. Zijn doelpunten leverden Chelsea een punt op (2-2). Een week later tegen Leeds was Lukaku weer goed voor een doelpunt.
Lukaku scoort voor Chelsea in 26 competitiewedstrijden acht doelpunten en was goed voor één assist. In alle competities samen was hij goed voor 15 doelpunten in 44 wedstrijden.

#### Verhuur aan Internazionale
Minder dan een jaar na zijn recordtransfer naar jeugdliefde Chelsea keerde Lukaku terug naar Inter. Inter deed er alles aan om dat voor 1 juli te laten lukken, dat is fiscaal een pak interessanter. Lukaku, vorig jaar voor meer dan € 100.000.000,- verkocht, zou voor een seizoen gehuurd worden voor een som die 10 keer lager lag. Inter leende zijn voormalige kampioenenmaker voor één seizoen voor een huursom van € 8.000.000,-, aangevuld met nog wat bonussen en zonder aankoopoptie. Hij zou 30 à 35 procent van zijn Chelsea-jaarsalaris inleveren. De spits het absolute speerpunt van zijn ambitieuze ploeg worden van trainer Simone Inzaghi. Bij zijn vorige passage bij Inter bewees Lukaku zijn enorme waarde. Bij Inter zal hij spelen met het rugnummer 90. Het spitsennummer 9, waarmee Lukaku de voorbije vijf seizoenen speelde, was al ingenomen door Edin Dzeko.
Op 13 augustus debuteerde Lukaku tegen Lecce. Hij heeft amper 81 seconden nodig om te scoren. Het bleek meteen ook een belangrijke goal, want mede daardoor won Inter uiteindelijk van de promovendus (1-2). Eind augustus liep hij een hamstringblessure op. Ruim twee maand later was hij hiervan hersteld. In de Champions League tegen Viktoria Pilzen vierde hij zijn wederoptreden. Hij mocht hij tien minuten voor tijd invallen en trapte hij de 4-0 eindstand tegen de touwen. Eén wedstrijd later, tegen Sampdoria raakte Lukaku na minuten opnieuw geblesseerd aan de linkerdij. Dit was ook slecht nieuws, net drie weken voor het WK. Hij maakte op 4 januari 2023 zijn wederoptreden na ruim twee maand tegen Napoli. Op 18 februari, de 23e speeldag maakt hij tegen Udinese pas zijn tweede goal dit seizoen in de Serie A. Naarmate het seizoen vorderde steeg de vormcurve van Lukaku. Tegen Empoli FC was hij goed voor twee doelpunten en één assist (0-3 overwinning). Een speeldag later tegen Lazio was hij goed voor twee assists (3-1 overwinning). Tegen Hellas Verona kwam hij niet in actie. De vier daaropvolgende speeldagen was hij goed voor minimaal één doelpunt. Op 24 mei won Lukaku met Inter de Italiaanse beker. De Nerazzurri versloegen Fiorentina in de finale van de Coppa Italia met 1-2. Op 10 juni speelde Inter de finale van de Champions League waarin Manchester City met 1-0 te sterk bleek. Lukaku mocht na 57 minuten invallen voor de leeggespeelde Edin Dzeko. Lukaku was kop van jut omdat hij een dot van een kans de nek omwrong. In 25 competitiewedstrijden maakte Lukaku tien doelpunten en gaf hij 6 assists. In alle competities samen was hij goed voor veertien doelpunten.

#### Verhuur aan AS Roma
Bij Chelsea zat Lukaku al even op een dood spoor, ondanks een overeenkomst tot medio 2026. Hij trainde niet mee met het A-elftal. Het Saudische Al-Hilal bood een uitweg en wou voldoen aan de vraagprijs, maar Lukaku bedankte voor het aanbod en verkoos een verlengd verblijf in Europa, bij voorkeur bij Inter. Dat zag twee opeenvolgende biedingen, van € 25.000.000,- en € 30.000.000,-, afgewezen worden door Chelsea. Hierdoor zocht zijn manager contact met Juventus. Ook hier wilden de onderhandelingen niet vlotten en keerden de fans van de Italiaanse recordkampioen zich tegen zijn transfer. Ook Lukaku zelf stond niet te springen voor deze overstap. In het stadion van Juventus werd hij in april nog racistisch bejegend. Na de transfersaga’s met Inter en Juventus waarin hij vooral in Italië als een geldwolf en jobhopper werd afgeschilderd kwam AS Roma op de proppen. Een verkoop bleek financieel niet mogelijk en ook het volledige loon van Lukaku overnemen was onbegonnen werk. Daarom maakte hij eind augustus 2023 de overstap op huurbasis naar de Romeinse club, die € 6.000.000,- huurprijs betaalde. De voorwaarde was dat hij een deel van zijn loon liet vallen. Bij AS Roma had Lukaku geen voorgeschiedenis en kon hij met een propere lei beginnen. Hij werd er herenigd met succescoach José Mourinho, die Lukaku eerder twee maal onder zijn hoede had bij Chelsea en Manchester United. Hij speelt bij de Romeinen met rugnummer 90, hetzelfde nummer dat hij vorig seizoen droeg bij Inter.
Op 1 september debuteerde Lukaku tegen AC Milan. In de 71ste minuut, bij een 0-2 achterstand, viel hij in voor Stephan El Shaarawy. Roma verloor de match uiteindelijk met 1-2. Lukaku kon niet scoren in zijn debuut en kreeg een gele kaart na 14 minuten spelen. Op 17 september stond hij voor het eerste in de basis tegen laagvlieger Empoli. Lukaku was meteen aanwezig in het spel en maakte in het slot ook nog zijn eerste treffer voor de Italiaanse club. Het werd 7-0. Ook in de wedstrijd erop tegen Torino was hij goed voor een doelpunt (1-1). De eerste tien wedstrijden was hij goed voor zes doelpunten. Lukaku toonde zich voor AS Roma trefzeker in de Europa League, een competitie waarin hij nu al 12 wedstrijden op rij scoorde, verspreid over 9 jaar. Het doelpunt bezorgde zijn nieuwe werkgever meteen ook de zege tegen Sheriff (1-2). Die reeks begon in 2014 bij Everton, duurde nadien voort bij Inter en wordt nu ook bij AS Roma in ere gehouden. Geen enkele speler deed ooit straffer in deze competitie. Ook tegen Servette en Slavia Praag was hij goed voor een doelpunt wat zijn eindtotaal op 14 op rij gescoorde doelpunten bracht. Op 24 september verzorgde Lukaku de openingstreffer tegen Torino. Hiermee is hij de zesde speler die minimaal 59 keer scoorde in zijn eerste honderd Serie A-wedstrijden. Alleen Cristiano Ronaldo (81), Gonzalo Higuaín (65), Andriy Shevchenko (64), Vincenzo Montella (64) en David Trézéguet (63) deden het beter. De wedstrijd eindigde op 1-1.
Op de voorlaatste speeldag tegen Genoa scoorde Lukaku in de slotfase met een rake kopbal voor het enige doelpunt. Het zou meteen zijn wapenfeit zijn voor Roma. In 47 wedstrijden stond hij 21 keer aan het kanon en was Lukaku goed voor vier assists.

### SSC Napoli
Na een lange transfersoap kan Romelu Lukaku eindelijk aan zijn seizoen beginnen. Hij koos niet voor een lucratieve deal in Saudi-Arabië, maar voor het Zuid-Italiaanse Napoli. De Belgische recordschutter tekende er een contract voor drie jaar bij Napoli dat ongeveer € 30.000.000,- betaalde voor zijn diensten. Een bedrag dat kan oplopen tot zo'n € 45.000.000,-. Bovendien werd er afgesproken dat Chelsea 30 procent op een volgende transfer. Zo landt het totale prijskaartje van zijn carrière op ruim € 369.000.000,-. Enkel Neymar doet met € 400.000.000,- beter. In Napels wordt Lukaku herenigd met Antonio Conte, zijn succescoach bij Inter. Hij gaat er ongeveer € 8.000.000,- per jaar verdienen. Bij Napoli moest hij de opvolger worden voor Victor Osimhen. Bij Chelsea was Lukaku alvast een persona non grata geworden. Na Inter en AS Roma is hij aan zijn derde Italiaanse club toe.
Het is geen zekerheid, maar wel een constante in zijn carrière. Romelu Lukaku heeft een patent op een droomdebuut bij een nieuwe club. Dat was in het Stadio Diego Maradona in Napels niet anders. Amper 28 minuten had Lukaku nodig om zichzelf bij Napoli te lanceren. In blessuretijd bezorgde ‘Big Rom’ zijn club mee de drie punten tegen een moedig Parma.
De wedstrijd thuis tegen AC Milan op 30 maart 2025 (2-1) betekende een nieuwe mijlpaal voor Lukaku. Hij scoorde de vierhonderdste goal in zijn profcarrière.
Op 23 mei 2025 werd hij met Napoli landskampioen van Italië, een overwinning op de laatste speeldag hield concurrent Internazionale van de titel af.
In een oefenduel met Napoli tegen Olympiakos Piraeus op 14 augustus 2025 liep Lukaku een zware spierblessure op aan zijn linkerdijbeen, waarvoor een operatie noodzakelijk is.

## Clubstatistieken
| Seizoen     | Club                   | Competitie      | Competitie | Competitie | Competitie | Beker | Beker | Beker | Europa | Europa | Europa | Totaal | Totaal | Totaal |
| Seizoen     | Club                   | Competitie      | Wed.       | Dlp.       | Ass.       | Wed.  | Dlp.  | Ass.  | Wed.   | Dlp.   | Ass.   | Wed.   | Dlp.   | Ass.   |
| ----------- | ---------------------- | --------------- | ---------- | ---------- | ---------- | ----- | ----- | ----- | ------ | ------ | ------ | ------ | ------ | ------ |
| 2008/09     | RSC Anderlecht         | Eerste klasse A | 1          | 0          | 0          | 0     | 0     | 0     | —      | —      | —      | 1      | 0      | 0      |
| 2009/10     | RSC Anderlecht         | Eerste klasse A | 33         | 15         | 6          | 1     | 0     | 0     | 11     | 4      | 2      | 45     | 19     | 8      |
| 2010/11     | RSC Anderlecht         | Eerste klasse A | 37         | 16         | 7          | 2     | 0     | 0     | 11     | 4      | 0      | 50     | 20     | 7      |
| 2011/12     | RSC Anderlecht         | Eerste klasse A | 2          | 2          | 0          | 0     | 0     | 0     | —      | —      | —      | 2      | 2      | 0      |
| Club Totaal | Club Totaal            | Club Totaal     | 73         | 33         | 13         | 3     | 0     | 0     | 22     | 8      | 2      | 98     | 41     | 15     |
| 2011/12     | Chelsea                | Premier League  | 8          | 0          | 1          | 4     | 0     | 0     | —      | —      | —      | 12     | 0      | 1      |
| Club Totaal | Club Totaal            | Club Totaal     | 8          | 0          | 1          | 4     | 0     | 0     | 0      | 0      | 0      | 12     | 0      | 1      |
| 2012/13     | → West Bromwich Albion | Premier League  | 35         | 17         | 4          | 3     | 0     | 0     | —      | —      | —      | 38     | 17     | 4      |
| Club Totaal | Club Totaal            | Club Totaal     | 35         | 17         | 4          | 3     | 0     | 0     | 0      | 0      | 0      | 38     | 17     | 4      |
| 2013/14     | Chelsea                | Premier League  | 2          | 0          | 0          | 0     | 0     | 0     | 1      | 0      | 0      | 3      | 0      | 0      |
| Club Totaal | Club Totaal            | Club Totaal     | 10         | 0          | 1          | 4     | 0     | 0     | 1      | 0      | 0      | 15     | 0      | 1      |
| 2013/14     | → Everton              | Premier League  | 31         | 15         | 7          | 2     | 1     | 0     | —      | —      | —      | 33     | 16     | 7      |
| 2014/15     | Everton                | Premier League  | 36         | 10         | 5          | 3     | 2     | 0     | 9      | 8      | 2      | 48     | 20     | 7      |
| 2015/16     | Everton                | Premier League  | 37         | 18         | 6          | 9     | 7     | 0     | —      | —      | —      | 46     | 25     | 6      |
| 2016/17     | Everton                | Premier League  | 37         | 25         | 6          | 2     | 1     | 1     | —      | —      | —      | 39     | 26     | 7      |
| Club Totaal | Club Totaal            | Club Totaal     | 141        | 68         | 24         | 16    | 11    | 1     | 9      | 8      | 2      | 166    | 87     | 27     |
| 2017/18     | Manchester United      | Premier League  | 34         | 16         | 7          | 8     | 5     | 2     | 9      | 6      | 0      | 51     | 27     | 9      |
| 2018/19     | Manchester United      | Premier League  | 32         | 12         | 0          | 4     | 1     | 2     | 9      | 2      | 1      | 45     | 15     | 3      |
| Club Totaal | Club Totaal            | Club Totaal     | 66         | 28         | 7          | 12    | 6     | 4     | 18     | 8      | 1      | 96     | 42     | 12     |
| 2019/20     | Internazionale         | Serie A         | 36         | 23         | 2          | 4     | 2     | 0     | 11     | 9      | 4      | 51     | 34     | 6      |
| 2020/21     | Internazionale         | Serie A         | 36         | 24         | 9          | 3     | 2     | 0     | 5      | 4      | 0      | 44     | 30     | 9      |
| Club Totaal | Club Totaal            | Club Totaal     | 72         | 47         | 11         | 7     | 4     | 0     | 16     | 13     | 4      | 95     | 64     | 15     |
| 2021/22     | Chelsea                | Premier League  | 26         | 8          | 0          | 10    | 3     | 0     | 8      | 4      | 1      | 44     | 15     | 1      |
| Club Totaal | Club Totaal            | Club Totaal     | 36         | 8          | 1          | 14    | 3     | 0     | 9      | 4      | 1      | 59     | 15     | 2      |
| 2022/23     | → Internazionale       | Serie A         | 25         | 10         | 6          | 4     | 1     | 0     | 8      | 3      | 1      | 37     | 14     | 7      |
| Club Totaal | Club Totaal            | Club Totaal     | 97         | 57         | 17         | 11    | 5     | 0     | 24     | 16     | 5      | 132    | 78     | 22     |
| 2023/24     | → AS Roma              | Serie A         | 32         | 13         | 3          | 2     | 1     | 0     | 13     | 7      | 1      | 47     | 21     | 4      |
| Club Totaal | Club Totaal            | Club Totaal     | 32         | 13         | 3          | 2     | 1     | 0     | 13     | 7      | 1      | 47     | 21     | 4      |
| 2024/25     | Napoli                 | Serie A         | 30         | 12         | 10         | 2     | 0     | 1     | —      | —      | —      | 32     | 12     | 11     |
| Club Totaal | Club Totaal            | Club Totaal     | 30         | 12         | 10         | 2     | 0     | 1     | 0      | 0      | 0      | 32     | 12     | 11     |
| TOTAAL      | TOTAAL                 | TOTAAL          | 510        | 236        | 79         | 63    | 26    | 6     | 95     | 51     | 12     | 668    | 313    | 97     |

## Interlandcarrière

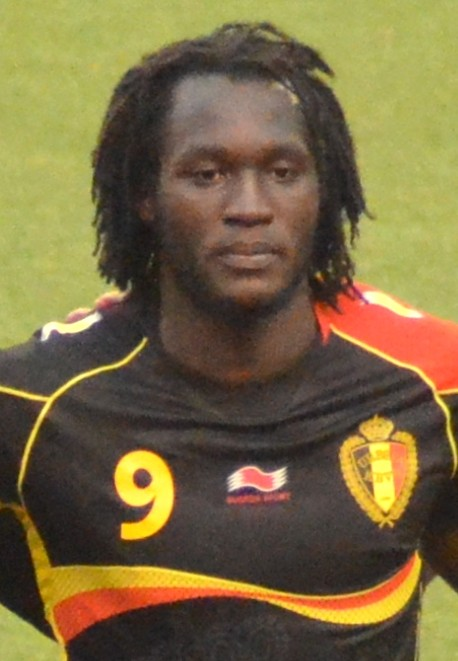
Lukaku in 2013

In februari 2010 werd de zestienjarige Lukaku aan de definitieve selectie van het Belgisch nationaal voetbalelftal toegevoegd. Hiermee werd hij de op twee na jongste Rode Duivel ooit, na Fernand Nisot (16 jaar en 19 dagen, 1911) en Anthony Vanden Borre (16 jaar en 187 dagen, 2004). Op 3 maart 2010 maakte hij zijn debuut in de vriendschappelijke wedstrijd tegen Kroatië. Hij kreeg van bondscoach Dick Advocaat het nummer 9 en stond in de basis. Na 75 minuten werd hij vervangen door een andere debutant Jonathan Blondel. Het feit dat hij meteen in de basis stond is een blijk van vertrouwen die kan tellen. Ook verdediger Steve Colpaert van Zulte Waregem maakte in deze wedstrijd zijn debuut voor de Rode Duivels.
Na het vroege ontslag van Advocaat werd Georges Leekens opnieuw bondscoach. Ook hij haalde Lukaku bij de selectie. Hij ziet de jonge aanvaller in de toekomst een vaste waarde worden in de aanvalslinie van de Rode Duivels. Op 17 november 2010 maakte hij zijn eerste doelpunt voor de nationale ploeg. In een oefeninterland in Voronezh tegen het Rusland van ex-bondscoach Advocaat maakte hij al na twee minuten een eerste doelpunt. In de tweede helft maakte hij ook de 0–2, en bepaalde daarmee de eindstand.
Kort na het aanstellen van Leekens stapte deze op en werd hij vervangen door hulpcoach Marc Wilmots. In het begin van zijn interlandcarrière was Lukaku onder Wilmots geen basisspeler. De bondscoach gaf meestal de voorkeur aan Christian Benteke.

#### WK 2014 Brazilië
Ook op 11 oktober 2013, tijdens een beslissende kwalificatiewedstrijd tegen Kroatië voor het wereldkampioenschap 2014 in Brazilië kreeg Lukaku zijn kans. Hij grijpt ze met beide handen door België met twee treffers voor het eerst in 12 jaar nog eens naar een groot toernooi te schieten. België won de wedstrijd met 1–2 en werd hierdoor reekshoofd, en was rechtstreeks geplaatst voor het WK. Op 13 mei 2014 kondigde Marc Wilmots aan dat Lukaku ook deel zal uitmaken van de selectie van België op het wereldkampioenschap voetbal 2014 waar hij opnieuw met het nummer 9 speelde.
Op 26 mei 2014 scoorde Lukaku bij de nationale ploeg voor het eerst een hattrick tijdens een vriendschappelijke interland tegen Luxemburg. Hij was de eerste duivel die daarin slaagde sinds Bob Peeters op 28 februari 2001 driemaal scoorde tegen San Marino. De FIFA erkent deze wedstrijd officieel niet omdat er een keer te veel werd gewisseld door België. Minder dan een week later scoorde hij op 1 juni 2014 zijn vierde doelpunt in een week tijd. Hij maakte dan de 1–0 tegen Zweden. Op 1 juli 2014 op het wereldkampioenschap in Brazilië scoorde hij zijn eerste doelpunt op een groot toernooi, tegen de Verenigde Staten. Hij viel in bij de verlengingen en scoorde de 0–2.

#### EK 2016 Frankrijk
Na een trefzeker seizoen bij Everton en een minder vormpeil van concurrent Christian Benteke eiste hij een hoofdrol op in de voorbereidende wedstrijden op Euro 2016. In de laatste vier oefenwedstrijden voor het EK scoorde hij vier keer op rij.
België wist zich als nummer één in haar groep te kwalificeren voor het Europees kampioenschap voetbal 2016 in Frankrijk. De Rode Duivels hielden Wales met twee punten achter zich. In mei 2016 werd hij door Marc Wilmots opgenomen in de selectie voor het EK. De Rode Duivels waren op het EK ingedeeld in een groep met Italië, Ierland en Zweden. Op het EK 2016 is Lukaku voor het eerst de onbetwiste titularis bij de Duivels.
Op 11 november 2017, in een vriendschappelijke wedstrijd tegen Mexico (3-3) scoorde hij zijn 29ste en 30ste interlandgoal in het shirt van de Rode Duivels. Daarmee evenaart hij Bernard Voorhoof en Paul Van Himst. Met zijn 24 jaar, 5 maanden en 29 dagen oud is hij een pak jonger dan zijn voorgangers. Drie dagen later prikte Lukaku tegen Japan zijn 31ste doelpunt voor de Rode Duivels binnen. Hiermee werd hij alleen topschutter aller tijden bij de nationale ploeg van België. Hij had hiervoor slechts 65 interlands nodig.

#### WK 2018 Rusland

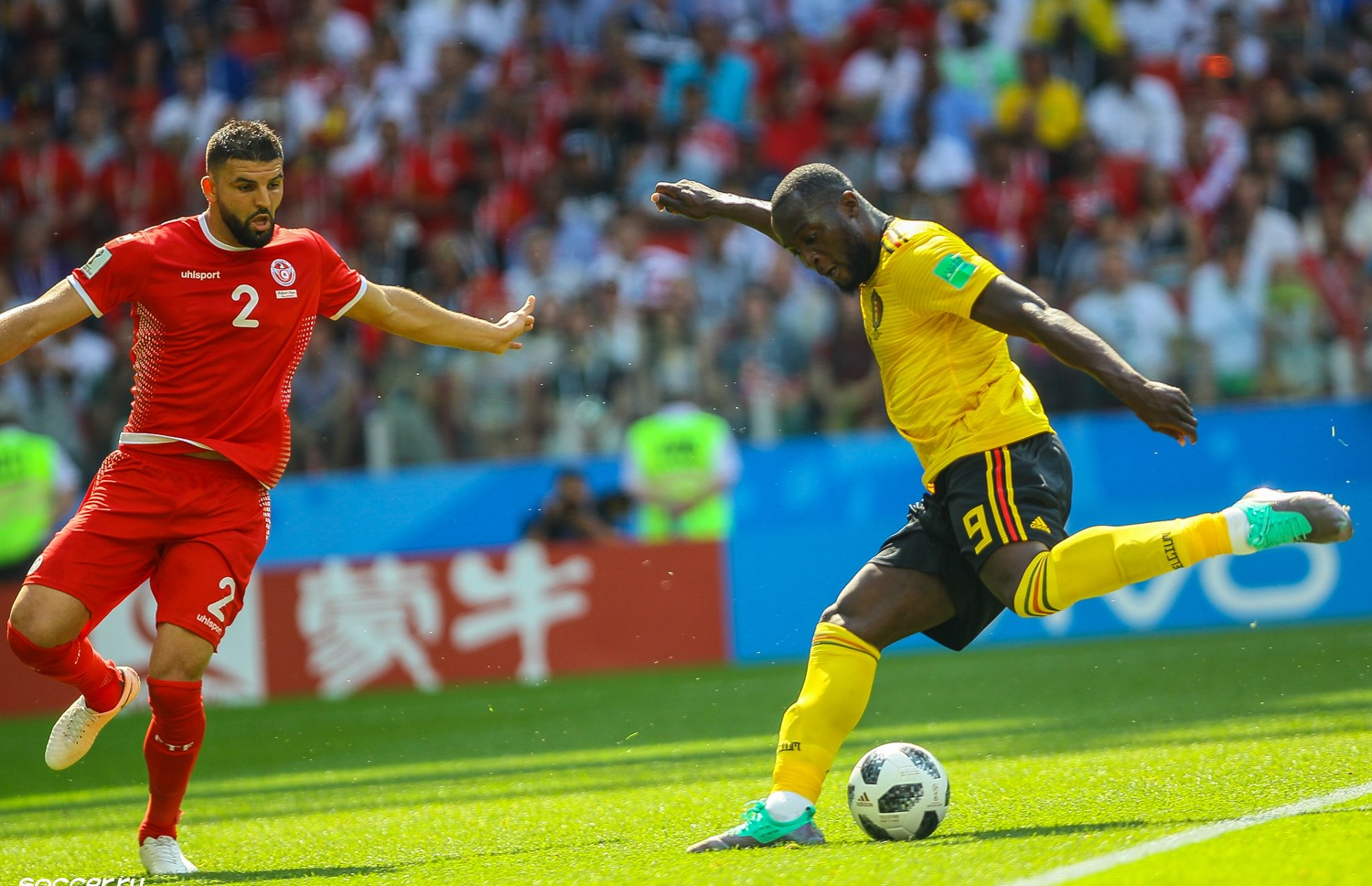
Lukaku op het WK 2018

Op het WK 2018 in Rusland schrijft Lukaku nog meer Belgische voetbalgeschiedenis. Hij is in de in de groepsfase beslissend met 4 goals en nadien van levensbelang in de historisch-erfgoed-matchen tegen Japan en Brazilië.

#### EK 2020
Naar aanloop van het EK 2020 speelde België op 10 oktober 2019 een kwalificatie interland tegen San Marino. De Rode Duivels wonnen met 9-0 waardoor ze gekwalificeerd waren voor het toernooi. Lukaku maakte in deze wedstrijd zijn 50e (en 51e) doelpunt voor de Belgische nationale ploeg.

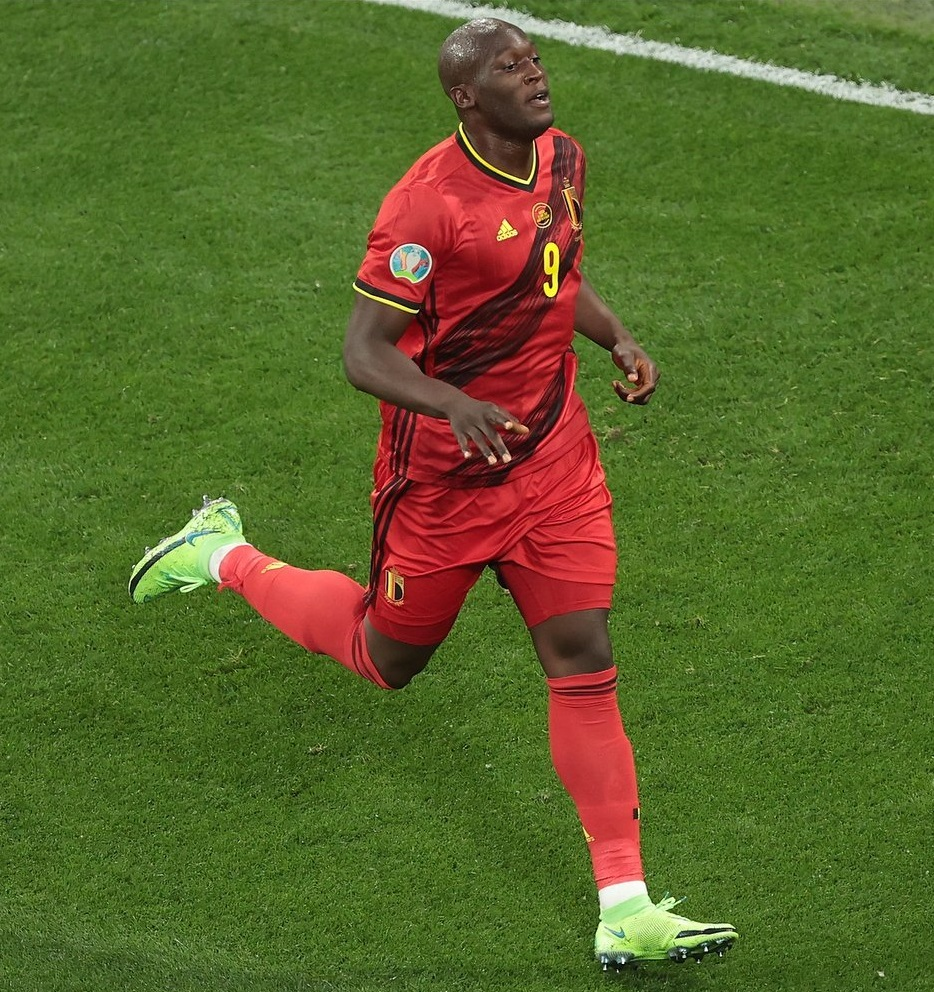
Lukaku op het EK 2020

Na het EK 2020 kreeg Lukaku van de UEFA als enige Belg een plaats in het "Elftal van het Toernooi", specifiek de diepe spits positie. Aan zijn zijde kan hij rekenen op Federico Chiesa (Italië) en Raheem Sterling.
Op 5 september 2021 speelde Lukaku zijn honderdste interland. Zijn cijfers bij de Rode Duivels spreken dan ook voor zich: 66 goals in 99 interlands. Niemand deed het hem ooit voor in het internationale topvoetbal. Zelfs Messi, Ronaldo of Lewandowski niet. Hij luisterde zijn viering na amper acht minuten op door zijn zevenenzestigste doelpunt voor de Rode Duivels te scoren in die met 3–0 gewonnen wedstrijd tegen Tsjechië. Hij was na Jan Vertonghen, Axel Witsel, Toby Alderweireld, Eden Hazard en Dries Mertens de zesde speler die de kaap van de 100 caps bereikte.

#### WK 2022 Qatar
Voorafgaande aan het WK 2022 in Qatar kampte hij met een hamstringblessure. Ondanks blessureleed werd hij toch geselecteerd. In de eerste wedstrijd tegen Canada (1-0 overwinning) kwam hij niet in actie. In de tweede en derde (en laatste) wedstrijd van België minuten maken. In de tweede wedstrijd tegen Marokko (0-2 verlies) viel hij 10 minuten voor tijd in voor Thomas Meunier. In de laatste groepswedstrijd tegen Kroatië werd Lukaku aan de rust ingebracht voor Dries Mertens. Hij miste verschillende kansen om zijn land naar de overwinning en de knock-out fase te schieten. De Rode Duivels werden verrassend uitgeschakeld.

#### EK 2024 Duitsland
De nieuwe bondscoach Domenico Tedesco wees Lukaku in 2023 aan als een van de vaste kapiteins van de nationale ploeg. In aanloop van het EK 2024 bereikte hij een nieuwe mijlpaal. De Belgische spits scoorde in een kwalificatiewedsrijd tegen Zweden zijn 78e en tegen Oostenrijk zijn 79e interlanddoelpunt, dit in 112 interlands. Hij bereikte hiermee de mythische top tien van topschutters aller tijden. Op 19 november 2023 maakte Lukaku vier doelpunten in de kwalificatie-interland tegen Azerbeidzjan, waaronder een zuivere hattrick. Eind mei 2024 werd Lukaku door Tedesco opgenomen in de EK-selectie.

## Interlands
| Interlands van Romelu Lukaku voor België | Interlands van Romelu Lukaku voor België | Interlands van Romelu Lukaku voor België | Interlands van Romelu Lukaku voor België | Interlands van Romelu Lukaku voor België | Interlands van Romelu Lukaku voor België | Interlands van Romelu Lukaku voor België |
| No.                                      | Datum                                    | Wedstrijd                                | Uitslag                                  | Soort Wedstrijd                          | Doelpunten                               |                                          |
| Als speler bij RSC Anderlecht            | Als speler bij RSC Anderlecht            | Als speler bij RSC Anderlecht            | Als speler bij RSC Anderlecht            | Als speler bij RSC Anderlecht            | Als speler bij RSC Anderlecht            |                                          |
| ---------------------------------------- | ---------------------------------------- | ---------------------------------------- | ---------------------------------------- | ---------------------------------------- | ---------------------------------------- | ---------------------------------------- |
| 1.                                       | 3 maart 2010                             | België – Kroatië                         | 0 – 1                                    | Vriendschappelijk                        | -                                        |                                          |
| 2.                                       | 19 mei 2010                              | België – Bulgarije                       | 2 – 1                                    | Vriendschappelijk                        | -                                        |                                          |
| 3.                                       | 11 augustus 2010                         | Finland – België                         | 1 – 0                                    | Vriendschappelijk                        | -                                        |                                          |
| 4.                                       | 3 september 2010                         | België – Duitsland                       | 0 – 1                                    | Kwalificatie EK 2012                     | -                                        |                                          |
| 5.                                       | 7 september 2010                         | Turkije – België                         | 3 – 2                                    | Kwalificatie EK 2012                     | -                                        |                                          |
| 6.                                       | 8 oktober 2010                           | Kazachstan – België                      | 0 – 2                                    | Kwalificatie EK 2012                     | -                                        |                                          |
| 7.                                       | 12 oktober 2010                          | België – Oostenrijk                      | 4 – 4                                    | Kwalificatie EK 2012                     | -                                        |                                          |
| 8.                                       | 17 november 2010                         | Rusland – België                         | 0 – 2                                    | Vriendschappelijk                        | 2' 73'                                   |                                          |
| 9.                                       | 9 februari 2011                          | België – Finland                         | 1 – 1                                    | Vriendschappelijk                        | -                                        |                                          |
| Als speler bij Chelsea                   |                                          |                                          |                                          |                                          |                                          |                                          |
| 10.                                      | 10 augustus 2011                         | België – Slovenië                        | 0 – 0                                    | Vriendschappelijk                        | -                                        |                                          |
| 11.                                      | 2 september 2011                         | Azerbeidzjan – België                    | 1 – 1                                    | Kwalificatie EK 2012                     | -                                        |                                          |
| 12.                                      | 6 september 2011                         | België – Verenigde Staten                | 1 – 0                                    | Vriendschappelijk                        | -                                        |                                          |
| 13.                                      | 11 oktober 2011                          | Duitsland – België                       | 3 – 1                                    | Kwalificatie EK 2012                     | -                                        |                                          |
| 14.                                      | 29 februari 2012                         | Griekenland – België                     | 1 – 1                                    | Vriendschappelijk                        | -                                        |                                          |
| 15.                                      | 2 juni 2012                              | Engeland – België                        | 1 – 0                                    | Vriendschappelijk                        | -                                        |                                          |
| Als speler bij West Bromwich Albion      |                                          |                                          |                                          |                                          |                                          |                                          |
| 16.                                      | 15 augustus 2012                         | België – Nederland                       | 4 – 2                                    | Vriendschappelijk                        | 77'                                      |                                          |
| 17.                                      | 7 september 2012                         | Wales – België                           | 0 – 2                                    | Kwalificatie WK 2014                     | -                                        |                                          |
| 18.                                      | 14 november 2012                         | Roemenië – België                        | 2 – 1                                    | Vriendschappelijk                        | -                                        |                                          |
| 19.                                      | 06 februari 2013                         | België – Slowakije                       | 2 – 1                                    | Vriendschappelijk                        | -                                        |                                          |
| 20.                                      | 29 mei 2013                              | Verenigde Staten – België                | 2 – 4                                    | Vriendschappelijk                        | -                                        |                                          |
| 21.                                      | 07 juni 2013                             | België – Servië                          | 2 – 1                                    | Kwalificatie WK 2014                     | -                                        |                                          |
| Als speler bij Chelsea                   |                                          |                                          |                                          |                                          |                                          |                                          |
| 22.                                      | 14 augustus 2013                         | België – Frankrijk                       | 0 – 0                                    | Vriendschappelijk                        | -                                        |                                          |
| Als speler bij Everton                   |                                          |                                          |                                          |                                          |                                          |                                          |
| 23.                                      | 11 oktober 2013                          | Kroatië – België                         | 1 – 2                                    | Kwalificatie WK 2014                     | 15' 38'                                  |                                          |
| 24.                                      | 15 oktober 2013                          | België – Wales                           | 1 – 1                                    | Kwalificatie WK 2014                     | -                                        |                                          |
| 25.                                      | 14 november 2013                         | België – Colombia                        | 0 – 2                                    | Vriendschappelijk                        | -                                        |                                          |
| 26.                                      | 19 november 2013                         | België – Japan                           | 2 – 3                                    | Vriendschappelijk                        | -                                        |                                          |
| 27.                                      | 5 maart 2014                             | België – Ivoorkust                       | 2 – 2                                    | Vriendschappelijk                        | -                                        |                                          |
| 28.                                      | 26 mei 2014                              | België – Luxemburg                       | 5 – 1                                    | Vriendschappelijk                        | 3' 23' 54'                               |                                          |
| 29.                                      | 1 juni 2014                              | Zweden – België                          | 0 – 2                                    | Vriendschappelijk                        | 34'                                      |                                          |
| 30.                                      | 7 juni 2014                              | België – Tunesië                         | 1 – 0                                    | Vriendschappelijk                        | -                                        |                                          |
| 31.                                      | 17 juni 2014                             | Algerije – België                        | 1 – 2                                    | WK 2014 groepsfase                       | -                                        |                                          |
| 32.                                      | 22 juni 2014                             | België – Rusland                         | 1 – 0                                    | WK 2014 groepsfase                       | -                                        |                                          |
| 33.                                      | 1 juli 2014                              | België – Verenigde Staten                | 2 – 1                                    | WK 2014 achtste finale                   | 105'                                     |                                          |
| 34.                                      | 5 juli 2014                              | Argentinië – België                      | 1 – 0                                    | WK 2014 kwartfinale                      | -                                        |                                          |
| 35.                                      | 10 oktober 2014                          | België – Andorra                         | 6 – 0                                    | Kwalificatie EK 2016                     | -                                        |                                          |
| 36.                                      | 13 oktober 2014                          | Bosnië en Herzegovina – België           | 1 – 1                                    | Kwalificatie EK 2016                     | -                                        |                                          |
| 37.                                      | 12 november 2014                         | België – IJsland                         | 3 – 1                                    | Vriendschappelijk                        | 73'                                      |                                          |
| 38.                                      | 7 juni 2015                              | Frankrijk – België                       | 3 – 4                                    | Vriendschappelijk                        | -                                        |                                          |
| 39.                                      | 12 juni 2015                             | Wales – België                           | 1 – 0                                    | Kwalificatie EK 2016                     | -                                        |                                          |
| 40.                                      | 3 september 2015                         | België – Bosnië en Herzegovina           | 3 – 1                                    | Kwalificatie EK 2016                     | -                                        |                                          |
| 41.                                      | 13 oktober 2015                          | België – IJsland                         | 3 – 1                                    | Kwalificatie EK 2016                     | -                                        |                                          |
| 42.                                      | 13 november 2015                         | België – Italië                          | 3 – 1                                    | Vriendschappelijk                        | -                                        |                                          |
| 43.                                      | 29 maart 2016                            | Portugal – België                        | 2 – 1                                    | Vriendschappelijk                        | 62'                                      |                                          |
| 44.                                      | 28 mei 2016                              | Zwitserland – België                     | 1 – 2                                    | Vriendschappelijk                        | 34'                                      |                                          |
| 45.                                      | 1 juni 2016                              | België – Finland                         | 1 – 1                                    | Vriendschappelijk                        | 89'                                      |                                          |
| 46.                                      | 5 juni 2016                              | België – Noorwegen                       | 3 – 2                                    | Vriendschappelijk                        | 3'                                       |                                          |
| 47.                                      | 13 juni 2016                             | België – Italië                          | 0 – 2                                    | EK 2016                                  | -                                        |                                          |
| 48.                                      | 18 juni 2016                             | België – Ierland                         | 3 – 0                                    | EK 2016                                  | 48' 70'                                  |                                          |
| 49.                                      | 22 juni 2016                             | Zweden – België                          | 0 – 1                                    | EK 2016                                  | -                                        |                                          |
| 50.                                      | 26 juni 2016                             | Hongarije – België                       | 0 – 4                                    | EK 2016                                  | -                                        |                                          |
| 51.                                      | 1 juli 2016                              | Wales – België                           | 3 – 1                                    | EK 2016                                  | -                                        |                                          |
| 52.                                      | 1 september 2016                         | België – Spanje                          | 0 – 2                                    | Vriendschappelijk                        | -                                        |                                          |
| 53.                                      | 6 september 2016                         | Cyprus – België                          | 0 – 3                                    | Kwalificatie WK 2018                     | 13' 61'                                  |                                          |
| 54.                                      | 7 oktober 2016                           | België – Bosnië en Herzegovina           | 4 – 0                                    | Kwalificatie WK 2018                     | 79'                                      |                                          |
| 55.                                      | 9 november 2016                          | Nederland – België                       | 1 – 1                                    | Vriendschappelijk                        | -                                        |                                          |
| 56.                                      | 13 november 2016                         | België – Estland                         | 8 – 1                                    | Kwalificatie WK 2018                     | 83' 88'                                  |                                          |
| 57.                                      | 25 maart 2017                            | België – Griekenland                     | 1 – 1                                    | Kwalificatie WK 2018                     | 89'                                      |                                          |
| 58.                                      | 25 maart 2017                            | Rusland – België                         | 3 – 3                                    | Vriendschappelijk                        | -                                        |                                          |
| 59.                                      | 5 juni 2017                              | België – Tsjechië                        | 2 – 1                                    | Vriendschappelijk                        | -                                        |                                          |
| 60.                                      | 9 juni 2017                              | Estland – België                         | 0 – 2                                    | Kwalificatie WK 2018                     | -                                        |                                          |
| Als speler bij Manchester United         |                                          |                                          |                                          |                                          |                                          |                                          |
| 61.                                      | 31 augustus 2017                         | België – Gibraltar                       | 9 – 0                                    | Kwalificatie WK 2018                     | 21' 38' 84' (pen.)                       |                                          |
| 62.                                      | 3 september 2017                         | Griekenland – België                     | 1 – 2                                    | Kwalificatie WK 2018                     | 74'                                      |                                          |
| 63.                                      | 10 oktober 2017                          | België – Cyprus                          | 4 – 0                                    | Kwalificatie WK 2018                     | 78'                                      |                                          |
| 64.                                      | 10 november 2017                         | België – Mexico                          | 3 – 3                                    | Vriendschappelijk                        | 55' 70'                                  |                                          |
| 65.                                      | 14 november 2017                         | België – Japan                           | 1 – 0                                    | Vriendschappelijk                        | 72'                                      |                                          |
| 66.                                      | 27 maart 2018                            | België – Saoedi-Arabië                   | 4 – 0                                    | Vriendschappelijk                        | 13' 39'                                  |                                          |
| 67.                                      | 2 juni 2018                              | België – Portugal                        | 0 – 0                                    | Vriendschappelijk                        | -                                        |                                          |
| 68.                                      | 6 juni 2018                              | België – Egypte                          | 3 – 0                                    | Vriendschappelijk                        | 27'                                      |                                          |
| 69.                                      | 11 juni 2018                             | België – Costa Rica                      | 4 – 1                                    | Vriendschappelijk                        | 42' 50'                                  |                                          |
| 70.                                      | 18 juni 2018                             | België – Panama                          | 3 – 0                                    | WK 2018 groepsfase                       | 69' 75'                                  |                                          |
| 71.                                      | 23 juni 2018                             | België – Tunesië                         | 5 – 2                                    | WK 2018 groepsfase                       | 16' 45'                                  |                                          |
| 72.                                      | 2 juli 2018                              | België – Japan                           | 3 – 2                                    | WK 2018 achtste finale                   | -                                        |                                          |
| 73.                                      | 6 juli 2018                              | Brazilië – België                        | 1 – 2                                    | WK 2018 kwartfinale                      | -                                        |                                          |
| 74.                                      | 10 juli 2018                             | Frankrijk – België                       | 1 – 0                                    | WK 2018 halve finale                     | -                                        |                                          |
| 75.                                      | 14 juli 2018                             | België – Engeland                        | 2 – 0                                    | WK 2018 troostfinale                     | -                                        |                                          |
| 76.                                      | 7 september 2018                         | Schotland – België                       | 0 – 4                                    | Vriendschappelijk                        | 28'                                      |                                          |
| 77.                                      | 11 september 2018                        | IJsland - België                         | 0 – 3                                    | UEFA Nations League 2018/19              | 31' 81'                                  |                                          |
| 78.                                      | 12 oktober 2018                          | België - Zwitserland                     | 2 – 1                                    | UEFA Nations League 2018/19              | 58' 84'                                  |                                          |
| 79.                                      | 16 oktober 2018                          | België – Nederland                       | 1 – 1                                    | Vriendschappelijk                        | -                                        |                                          |
| 80.                                      | 8 juni 2019                              | België - Kazachstan                      | 3 – 0                                    | Kwalificatie EK 2020                     | 50'                                      |                                          |
| 81.                                      | 11 juni 2019                             | België - Schotland                       | 3 – 0                                    | Kwalificatie EK 2020                     | 45+1' 57'                                |                                          |
| Als speler bij Internazionale            |                                          |                                          |                                          |                                          |                                          |                                          |
| 82.                                      | 9 september 2019                         | Schotland - België                       | 0 – 4                                    | Kwalificatie EK 2020                     | 9'                                       |                                          |
| 83.                                      | 10 oktober 2019                          | België - San Marino                      | 9 – 0                                    | Kwalificatie EK 2020                     | 28' 41'                                  |                                          |
| 84.                                      | 16 november 2019                         | Rusland - België                         | 1 – 4                                    | Kwalificatie EK 2020                     | 72'                                      |                                          |
| 85.                                      | 5 september 2020                         | Denemarken – België                      | 0 – 2                                    | UEFA Nations League 2020/21              | -                                        |                                          |
| 86.                                      | 11 oktober 2020                          | Engeland – België                        | 2 – 1                                    | UEFA Nations League 2020/21              | 16'                                      |                                          |
| 87.                                      | 14 oktober 2020                          | IJsland – België                         | 1 – 2                                    | UEFA Nations League 2020/21              | 9' 39'                                   |                                          |
| 88.                                      | 15 november 2020                         | België – Engeland                        | 2 – 0                                    | UEFA Nations League 2020/21              | –                                        |                                          |
| 89.                                      | 18 november 2020                         | België – Denemarken                      | 4 – 2                                    | UEFA Nations League 2020/21              | 57' 69'                                  |                                          |
| 90.                                      | 24 maart 2021                            | België – Wales                           | 3 – 1                                    | Kwalificatie WK 2022                     | 73' (pen.)                               |                                          |
| 91.                                      | 27 maart 2021                            | Tsjechië – België                        | 1 – 1                                    | Kwalificatie WK 2022                     | 60'                                      |                                          |
| 92.                                      | 3 juni 2021                              | België – Griekenland                     | 1 – 1                                    | Vriendschappelijk                        | -                                        |                                          |
| 93.                                      | 6 juni 2021                              | België – Kroatië                         | 1 – 0                                    | Vriendschappelijk                        | 38'                                      |                                          |
| 94.                                      | 12 juni 2021                             | België - Rusland                         | 3 – 0                                    | EK 2020 groepsfase                       | 10' 88'                                  |                                          |
| 95.                                      | 17 juni 2021                             | Denemarken - België                      | 1 – 2                                    | EK 2020 groepsfase                       | -                                        |                                          |
| 96.                                      | 21 juni 2021                             | Finland - België                         | 0 – 2                                    | EK 2020 groepsfase                       | 81'                                      |                                          |
| 97.                                      | 27 juni 2021                             | België - Portugal                        | 1 – 0                                    | EK 2020 achtste finale                   | -                                        |                                          |
| 98.                                      | 2 juli 2021                              | België - Italië                          | 1 – 2                                    | EK 2020 kwartfinale                      | 45+2' (pen.)                             |                                          |
| Als speler bij Chelsea                   |                                          |                                          |                                          |                                          |                                          |                                          |
| 99.                                      | 2 september 2021                         | Estland - België                         | 2 – 5                                    | Kwalificatie WK 2022                     | 29' 52'                                  |                                          |
| 100.                                     | 5 september 2021                         | België − Tsjechië                        | 3 – 0                                    | Kwalificatie WK 2022                     | 8'                                       |                                          |
| 101.                                     | 7 oktober 2021                           | België – Frankrijk                       | 2 – 3                                    | UEFA Nations League 2020/21 halve finale | 40'                                      |                                          |
| 102.                                     | 3 juni 2022                              | België – Nederland                       | 1 – 4                                    | UEFA Nations League 2022/23              | -                                        |                                          |
| Als speler bij Internazionale            |                                          |                                          |                                          |                                          |                                          |                                          |
| 103.                                     | 27 november 2022                         | België – Marokko                         | 0 – 2                                    | WK 2022 groepsfase                       | -                                        |                                          |
| 104.                                     | 1 december 2022                          | Kroatië – België                         | 0 – 0                                    | WK 2022 groepsfase                       | -                                        |                                          |
| 105.                                     | 24 maart 2023                            | Zweden – België                          | 0 – 3                                    | Kwalificatie EK 2024                     | 35' 49' 82'                              |                                          |
| 106.                                     | 28 maart 2023                            | Duitsland – België                       | 2 – 3                                    | Vriendschappelijk                        | 9'                                       |                                          |
| 107.                                     | 17 juni 2023                             | België – Oostenrijk                      | 1 – 1                                    | Kwalificatie EK 2024                     | 61'                                      |                                          |
| 108.                                     | 20 juni 2023                             | Estland – België                         | 0 – 3                                    | Kwalificatie EK 2024                     | 37' 40'                                  |                                          |
| Als speler bij AS Roma                   |                                          |                                          |                                          |                                          |                                          |                                          |
| 109.                                     | 9 september 2023                         | Azerbeidzjan – België                    | 0 – 1                                    | Kwalificatie EK 2024                     | -                                        |                                          |
| 110.                                     | 12 september 2023                        | België – Estland                         | 5 – 0                                    | Kwalificatie EK 2024                     | 56' 58'                                  |                                          |
| 111.                                     | 13 oktober 2023                          | Oostenrijk – België                      | 2 – 3                                    | Kwalificatie EK 2024                     | 18'                                      |                                          |
| 112.                                     | 16 oktober 2023                          | België – Zweden                          | 1 – 1                                    | Kwalificatie EK 2024                     | 31' (pen.)                               |                                          |
| 113.                                     | 19 november 2023                         | België – Azerbeidzjan                    | 5 – 0                                    | Kwalificatie EK 2024                     | 17' 26' 37' 17'                          |                                          |
| 114.                                     | 26 maart 2024                            | Engeland – België                        | 2 – 2                                    | Vriendschappelijk                        | -                                        |                                          |
| 115.                                     | 8 juni 2024                              | België – Luxemburg                       | 3 – 0                                    | Vriendschappelijk                        | 42' (pen.) 57'                           |                                          |
| 116.                                     | 17 juni 2024                             | België – Slowakije                       | 0 – 1                                    | EK 2024 groepsfase                       | -                                        |                                          |
| 117.                                     | 22 juni 2024                             | België – Roemenië                        | 2 – 0                                    | EK 2024 groepsfase                       | -                                        |                                          |
| 118.                                     | 26 juni 2024                             | Oekraïne – België                        | 0 – 0                                    | EK 2024 groepsfase                       | -                                        |                                          |
| Als speler bij Chelsea                   |                                          |                                          |                                          |                                          |                                          |                                          |
| 119.                                     | 1 juli 2024                              | Frankrijk – België                       | 1 – 0                                    | EK 2024 achtste finale                   | -                                        |                                          |
| Als speler bij SSC Napoli                |                                          |                                          |                                          |                                          |                                          |                                          |
| 120.                                     | 14 november 2024                         | België – Italië                          | 0 – 1                                    | UEFA Nations League 2024/25              | -                                        |                                          |
| 121.                                     | 20 maart 2025                            | Oekraïne – België                        | 3 – 1                                    | UEFA Nations League 2024/25 barrages     | 40'                                      |                                          |
| 122.                                     | 23 maart 2025                            | België – Oekraïne                        | 3 – 0                                    | UEFA Nations League 2024/25 barrages     | 75' 86'                                  |                                          |
| 123.                                     | 6 juni 2025                              | Noord-Macedonië – België                 | 1 – 1                                    | Kwalificatie WK 2026                     | -                                        |                                          |
| 124.                                     | 9 juni 2025                              | België – Wales                           | 4 – 3                                    | Kwalificatie WK 2026                     | 15'                                      |                                          |
| Totaal                                   | Totaal                                   | Totaal                                   | Totaal                                   | Totaal                                   | 89                                       |                                          |
| Bijgewerkt op 9 juni 2025                |                                          |                                          |                                          |                                          |                                          |                                          |

## Erelijst
RSC Anderlecht
- Eerste klasse: 2009/10

 Internazionale
- Serie A: 2020/21
- Coppa Italia: 2022/23
- Supercoppa Italiana: 2022

 Chelsea
- FA Cup: 2011/12
- FIFA Club World Cup: 2021

 Napoli
- Serie A: 2024/25

Individueel
- IFFHS – World's Best International Goal Scorer: 2020
- Belgisch Sportman van het Jaar: 2009
- Belgische Bronzen Schoen: 2009
- Belgische Zilveren Schoen: 2010
- Ebbenhouten Schoen: 2011
- Everton – Young Player of the Season: 2015/16
- Everton – Goal of the Season: 2015/16
- Premier League – Player of the Month: March 2017
- PFA – Team of the Year: 2016/17 (Premier League)
- Everton – Player of the Season: 2016/17
- Everton – Players' Player of the Season: 2016/17
- PFA – Fans' Player of the Month: augustus/september 2017
- FIFA WK – Bronzen Schoen: 2018
- Hall of Fame van het Italiaans voetbal (Davide Astori Fair Play Award): 2019
- Premio internazionale Giacinto Facchetti: 2020
- UEFA Europees Kampioenschap Team van het Toernooi: 2020
- UEFA Europa League – Elftal van het Seizoen: 2019/20
- UEFA Europa League – Speler van het Seizoen: 2019/20
- Serie A – Speler van de Maand: februari 2021
- Serie A – Meest Waardevolle Speler: 2020/21
- UEFA Nations League – Topscorer: 2020/21
- Beste Belgische Voetballer in het Buitenland: 2020, 2021
- Serie A – Team van het Jaar: 2020/21
- Serie A – Voetballer van het Jaar: 2021

## Privéleven
- Naast Nederlands en Frans, spreekt Lukaku ook Engels, Italiaans, Spaans, Portugees, Duits en Lingala.[92] Hij leerde deze talen om te kunnen communiceren met zijn medespelers in hun eigen taal.

- Lukaku heeft twee zonen.[93]

### De school van Lukaku
In het najaar van 2010 begon één met het uitzenden van het tv-programma De school van Lukaku. In dat programma werden leerlingen van het Sint-Guido Instituut uit Anderlecht gevolgd. Lukaku, die tijdens de opnames als profvoetballer was doorgebroken, was een van die leerlingen. Omdat hij de bekendste leerling was, en door zijn voetbalcarrière ook een buitenbeentje, kreeg het programma de titel De school van Lukaku mee.

### Black Lives Matter

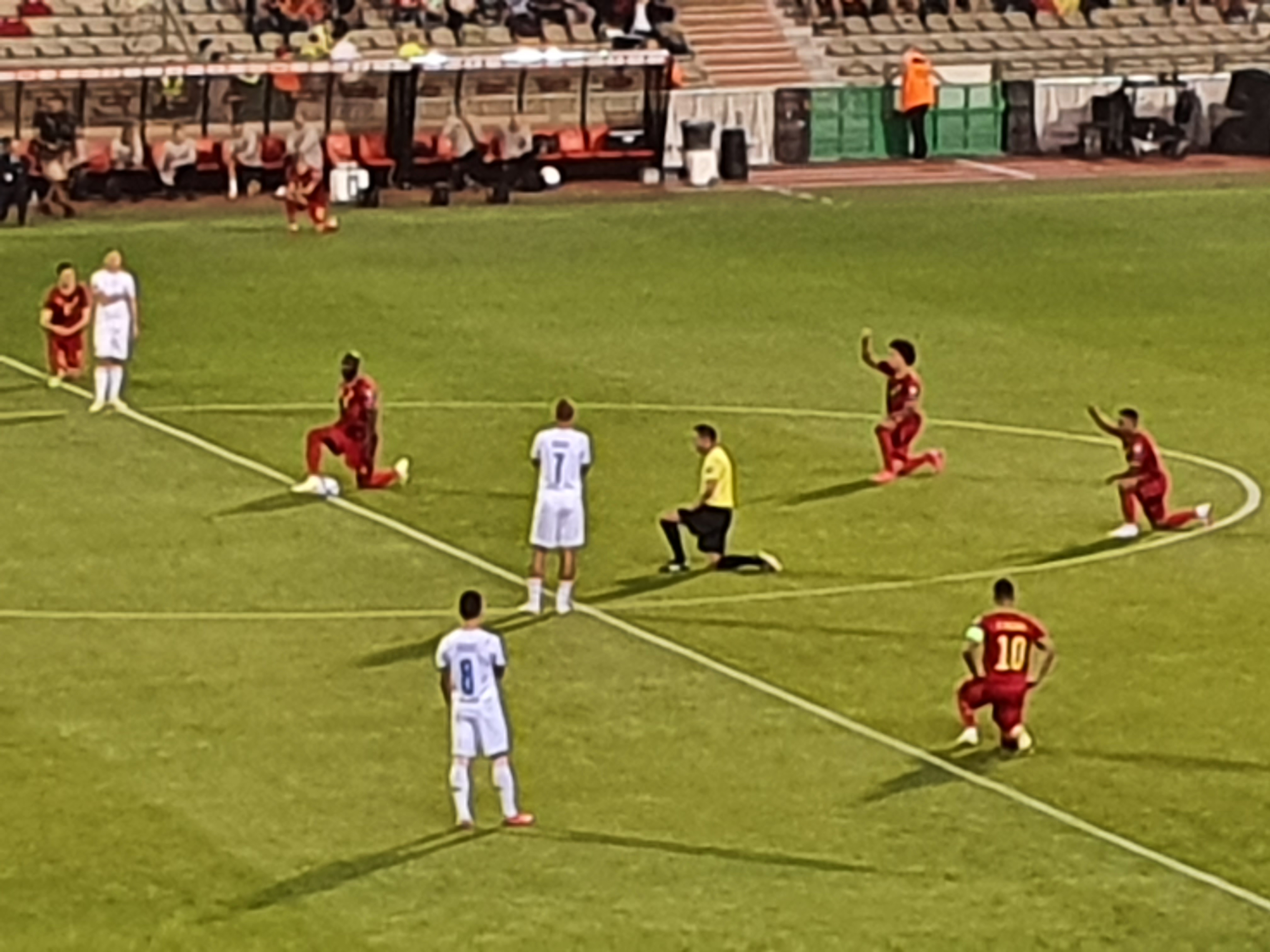
Lukaku aan de middenstip, knielend met de Belgische nationale ploeg in 2021.

Na de tragische dood van George Floyd door politiegeweld in Amerika eerde Lukaku hem kort daarna door te knielen met één vuist lucht na zijn goal met Inter tegen Sampdoria op 21 juni 2020. Hij noemde het een vreedzaam protest tegen racisme, in steun voor de Amerikaanse beweging Black Lives Matter. Later verruimde hij die boodschap naar bestrijding van enige vorm van discriminatie. In navolging van andere voetballers is hij een voortrekker van te knielen met zijn ploegmaten voor de start van elke match om die boodschap blijven te verspreiden. Soms met gemengde reacties van het publiek.

## Trivia
- De naam Romelu bestaat uit drie lettergrepen: Ro-me-lu. Dat zijn telkens de eerste twee letters van alle namen van zijn vader Roger Menama Lukaku.
- Eind 2014 werd bekend dat Romelu Lukaku samen met zijn broer Jordan via hun vader in Luxemburg een vennootschap had opgericht om geld naartoe te sluizen om belastingen te ontwijken.[97][98] De firma heet "Rojoluk", naar de voorletters van de voornamen en de familienaam.